# The Best of Timbaland and Magoo
Albums de Timbaland & Magoo
Under Construction, Part II
(2003) Timbaland and Magoo: Present
(2005)
The Best of Timbaland & Magoo est une compilation de Timbaland & Magoo, sortie le 8 novembre 2004.

## Liste des titres
| No  | Titre                                             | Album original                   | Durée |
| --- | ------------------------------------------------- | -------------------------------- | ----- |
| 1.  | Cop That Shit (featuring Missy Elliott)           | Under Construction, Part II      | 3:34  |
| 2.  | Indian Flute (featuring Sebastian et Raje Shwari) | Under Construction, Part II      | 3:04  |
| 3.  | Naughty Eye (featuring Raje Shwari)               | Under Construction, Part II      | 4:55  |
| 4.  | N 2 Da Music (featuring Brandy)                   | Under Construction, Part II      | 3:57  |
| 5.  | Naughty Eye II (Hips) (featuring Beenie Man)      | Under Construction, Part II      | 3:32  |
| 6.  | Drop (featuring Fatman Scoop)                     | Indecent Proposal                | 6:00  |
| 7.  | Party People (featuring Jay-Z)                    | Indecent Proposal                | 5:19  |
| 8.  | In Time (featuring Ms. Jade et Mad Skillz)        | Indecent Proposal                | 3:40  |
| 9.  | Considerate Brother (featuring Ludacris)          | Indecent Proposal                | 4:11  |
| 10. | Up Jumps da Boogie                                | Welcome to Our World             | 5:00  |
| 11. | Luv 2 Luv U                                       | Welcome to Our World             | 4:27  |
| 12. | Clock Strikes (Remix)                             | Welcome to Our World             | 3:43  |
| 13. | Man Undercover (featuring Aaliyah)                | Welcome to Our World             | 4:41  |
| 14. | To My (featuring Nas et Mad Skillz)               | Tim's Bio: Life from da Bassment | 3:45  |
| 15. | Wit Yo Bad Self (featuring Mad Skillz)            | Tim's Bio: Life from da Bassment | 4:09  |
| 16. | Lobster and Scrimp (featuring Jay-Z)              | Tim's Bio: Life from da Bassment | 4:43  |
| 17. | Keep It Real (featuring Ginuwine)                 | Tim's Bio: Life from da Bassment | 3:45  |
| 18. | John Blaze (featuring Aaliyah et Missy Elliott)   | Tim's Bio: Life from da Bassment | 3:59  |